# Cortes (Leiria)
Pour les articles homonymes, voir Cortes.

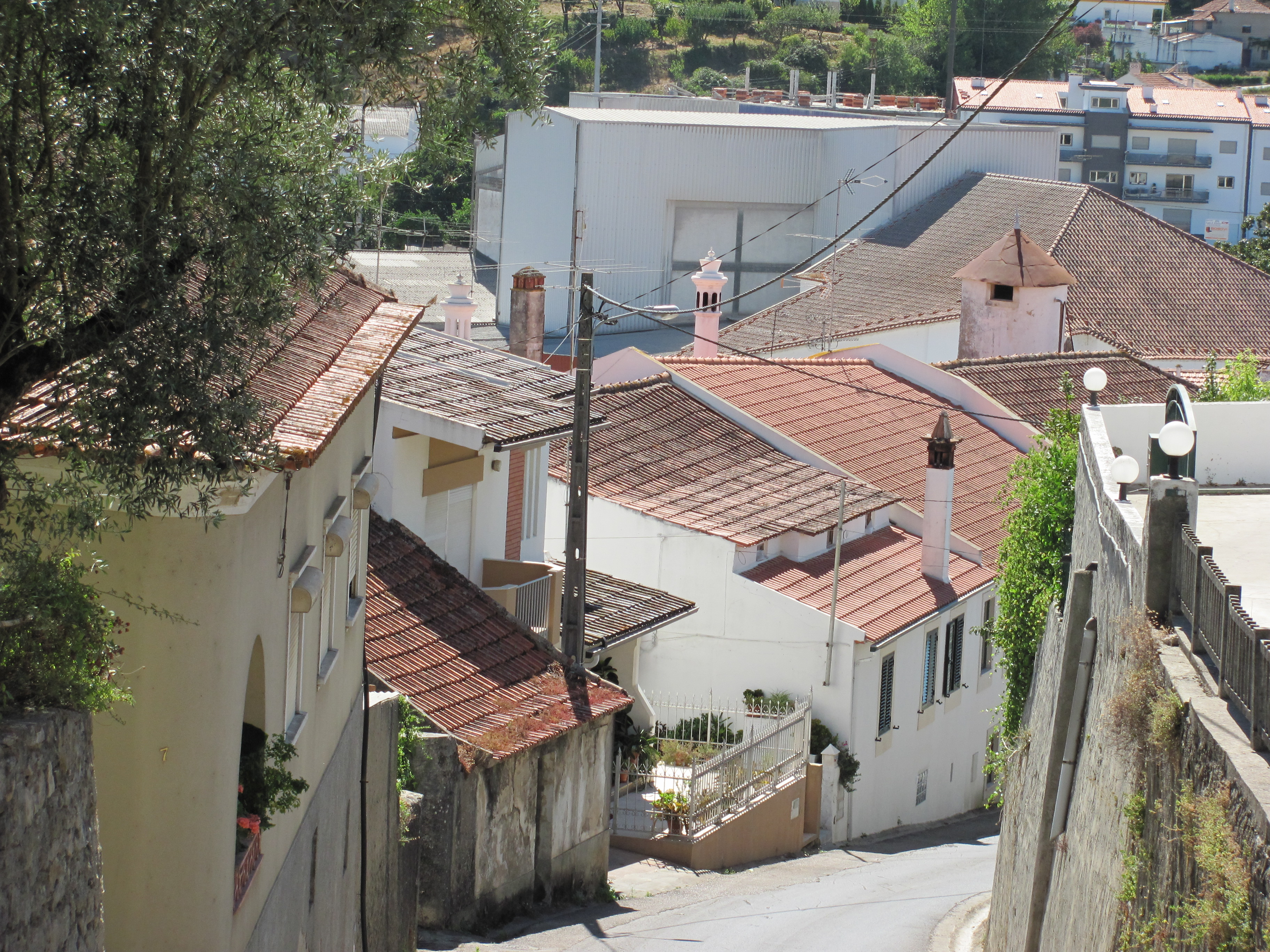
Panorama du village de Cortes depuis la partie haute du centre historique.

Cortes est une collectivité semi-urbaine portugaise (freguesia) située dans le District de Leiria.
Avec une superficie de 16,33 km2 et une population de 2 854 habitants (2001), la collectivité possède une densité de 248,1 hab/km2.

## Villages, localités et lieux-dits dépendants de la Junte de Cortes
Abadia, Alqueidão, Amoreira, Calvário, Casais Coelhos, Casal Branco, Casal da Junqueira, Casal do Vale Pereiro, Cortes, Curvachia, Famalicão, Lourais, Moinho do Rato, Moinho Novo, Mourões, Pé-da-Serra, Ponte do Cavaleiro, Portelas da Reixida, Reixida, Senhora do Monte, Servigueira, Vale da Mata, Fontes, Vale Redondo, Zambujo.

## Sites touristiques

### Les sources du Lis (nascente do Lis)
La freguesia de Cortes abrite les sources du fleuve Lis (Nascente do Lis), dans la localité de Fontes, au pied de la serra da Senhora do Monte, située à l'extrême nord du massif calcaire de l'Estrémadure qui englobe les Serras de Aire e Candeeiros. Situées dans une région calcaire, les sources du Lis sont encaissées dans un vallon, entre deux monts,  à 400 m d'altitude. Elles sont entourées d'une végétation dense, composée, entre autres, de vieux chênes (carvalhos), de chênes-lièges (sobreiros), d'eucalyptus et de pins sauvages. Les arbres et la végétation dense environnante (mato da serra), entrelacés, forment une coupole verte. Les sources, très ombragées possèdent un petit écosystème propre humide. Elles sont un lieu de promenade et de repos aménagé par la municipalité. Le site naturel, qui faisait autrefois partie d'une forêt royale (mata real), est aujourd'hui une aire protégée (zona verde). L'ensemble est accessible par un large sentier de promenade en terre battue.
L'été, le lit du fleuve est sec au niveau de sa source principale. Les eaux n'apparaissent sous forme de ruisseau que dans les pierres en aval, près des premières habitations (à 500 m de la source principale), pour finir par donner naissance au fleuve au niveau de la localité. L'hiver, le jour de l'éruption (rebento) marque le moment où les eaux des pluies, descendues de la serra et cumulées dans les nappes phréatiques, explosent en une sorte d'immense jet (dans un grand puits en béton construit en vue de canaliser l'éruption), pour former un torrent. Le fleuve atteint alors son niveau maximal, avec des crues historiques dans le passé (qui noyaient le pont dans le centre du village), évitées aujourd'hui grâce à un système de barrages (açudes) et de canaux (canais) complexe installés à intervalles réguliers le long de son parcours.
Les maisons qui jouxtent la rivière, à l'orée des sources, disposent de prés où des animaux paissent, et de petits jardins verts grillagés. Le paysage, rural, est remarquablement bucolique. Dans la localité de Fontes, les bâtisses construites sur la rivière, avant le pont, sont en grande partie abandonnées, et tombent actuellement en ruine. Bien qu'aucun aménagement n'ait été fait dans ce sens, il est possible de monter en rappel, à flanc de montagne, depuis les sources vers les monts surplombant le site. On débouche alors de plain-pied dans les paysages escarpés de la Serra da Senhora do Monte.
Le fleuve Lis traverse toute la freguesia de Cortes, puis la ville de Leiria et débouche dans l'Atlantique au niveau de la ville portuaire de Vieira de Leiria. Plus-value évidente pour la freguesia de Cortes, le fleuve est très mal entretenu sur ses berges, en dépit de règlements obligeant les propriétaires à élaguer la végétation environnante. Il semble qu'il présente également des niveaux de pollution exceptionnellement élevés qui rendent les baignades parfois problématiques. Il est possible de se reposer sur les berges du Lis, et de pêcher (après demande d'un permis de pêche à la Junte de la freguesia de Cortes).

### Autres
Des parcours pédestres sont possibles à travers les collines et les monts dans toute la communauté d'agglomération (praticables à vélo et moto, chemin de pèlerinage jusqu'à Fatima).
Une fenêtre manuéline dans le centre du village (XVIe siècle), dans une maison en ruines.
Plusieurs Quintas, maisons nobles traditionnelles (équivalent des estancias espagnoles). Ces grandes demeures sont entourées de vastes propriétés rurales et se trouvent le plus souvent en bord de rivière. À titre non exhaustif, on peut citer les Quintas de Santo Antonio, du Freixo, du Conego, du Herdeiro, etc.
Signalons également le panorama des monts et du Pé da Serra, avec vue sublime sur la région et sur l'océan par temps dégagé depuis le Cabeço da Maunça.
Autre centre d'intérêt : stèles de marbre ou en pierre, marquant le début du chemin de pèlerinage vers Fatima à travers les monts à partir d'Abadia, la Nora (moulin à eau, vestige de l'époque musulmane), plusieurs restaurants : le Moinho do Rouco, le Maneta, le Peão, etc.

## Quelques entreprises importantes de lafreguesiade Cortes
- Agricortes (Cortes) - www.agricortes.pt/ : Société d'import et distribution de machines et équipements dans les domaines de l'agriculture, l'exploitation forestière, l'environnement, la construction et la logistique.
- Caves Vidigal (Quinta da Batarra)- www.cavesvidigal.pt/ : Société de vente et export de vins (97 % de la production est destinée à l'exportation).
- Cordeuropa (Cortes) - www.cordeuropa.com/ : Société (européenne) de vente de mobilier (système intégré de divisions, mobilier en open space, etc.). Site Internet en construction).
- Cortimóveis (Vale Redondo) - www.cortimoveis.pt/ : Société de fabrication de mobilier fondée au début des années 1980, dont l'objectif initial était de « fabriquer et commercialiser un mobilier en pin massif pour le marché national ». Dans les années 1990, l'entreprise commence à exposer ses produits dans les foires spécialisées et consolide sa préférence comme fournisseur du marché national. Dans les années 2000, elle continue à se développer et devient fournisseur international.
- Electrocortes (Lourais) - www.electrocortes.pt/ : Société-magasin de vente d'électronique, cuisines, literie (matelas et sommiers), implantée à Cortes, Leiria et Pombal.